# Vass Mózes
Vass Mózes (Torda, 1920. május 19. – Arad, 2005. november 12.) magyar nemzetiségű román válogatott labdarúgó, jobbhátvéd, edző.

## Pályafutása

### Klubcsapatban
1935-ben szülővárosában kezdte a labdarúgást. 1940 és 1944 között a Kolozsvár AC labdarúgója volt. 1944-ben bajnoki bronzérmes és magyar kupa-döntős volt. A második világháború után a klub ismét a román bajnokság szerepelt Kolozsvári Vasutas (Ferar Cluj) néven. 1946 és 1953 között az ITA Arad csapatában szerepelt, ahol három bajnoki címet és két román kupa győzelmet szerzett a csapattal. 1955 és 1957 között az Indagrara Arad együttesében szerepelt.

### A válogatottban
1948-ban két alkalommal szerepelt a román válogatottban.

### Edzőként
1955-ben edzői képesítést szerzett és legutolsó csapatának edzője volt 1972-ig.

## Sikerei, díjai
- Magyar bajnokság
  - 3.: 1943–44
- Magyar kupa
  - döntős: 1944
- Román bajnokság
  - bajnok: 1946–47, 1947–48, 1950
  - 3.: 1953
- Román kupa
  - győztes: 1948, 1953

## Statisztika

### Mérkőzései a román válogatottban
| Románia | Románia          | Románia                      | Románia | Románia  | Románia  | Románia     | Románia | Románia |
| #       | Dátum            | Helyszín                     | Hazai   | Eredmény | Vendég   | Kiírás      | Gólok   | Esemény |
| ------- | ---------------- | ---------------------------- | ------- | -------- | -------- | ----------- | ------- | ------- |
| 1.      | 1948. május 2.   | Bukarest                     | Románia | 0 – 1    | Albánia  | Balkán-kupa | -       | 81'     |
| 2.      | 1948. június 20. | Bukarest, Stadionul Giuleşti | Románia | 3 – 2    | Bulgária | Balkán-kupa | -       |         |
|         | Összesen         |                              |         | 2        | mérkőzés |             | 0       | gól     |